# Terremotos de Christchurch de diciembre de 2011
El 23 de diciembre de 2011, un terremoto de magnitud 5,8 golpeó el este de Christchurch, Nueva Zelanda, a las 1:58 p. m.. En las dos horas siguientes se produjeron seísmos de magnitud 5,0, 5,4 y 5,9. Estos sismos provocaron licuefacción e inundaciones en los suburbios orientales, así como alrededor de 60 heridos y un muerto indirecto por tropiezos en un terreno irregular. La Comisión de Terremotos recibió más de 48 000 reclamaciones por daños y pagó $15.4 millones para septiembre de 2012. Estos terremotos ocurrieron después de que la ciudad fuera devastada por un terremoto en febrero de 2011, que causó 185 muertos y decenas de miles de millones de dólares en daños.

## Antecedentes
El 4 de septiembre de 2010 se produjo un terremoto de magnitud 7,1 Mw, conocido como el terremoto de Darfield, que, en ese momento, fue el mayor temblor de tierra jamás registrado en Nueva Zelanda, de 1,26 g (1,26 veces la aceleración de la gravedad). El terremoto de Darfield ocurrió a lo largo de la falla de Greendale y tuvo miles de réplicas superficiales durante los meses siguientes. La mayoría de los temblores ocurrieron a lo largo de la traza superficial de la falla, pero también hubo una zona de réplicas que se extendió hacia el norte desde el centro de la traza de la falla, así como más allá de los lados occidental y oriental (hacia Christchurch). La mayoría de las réplicas fueron de magnitud inferior a 3 y no causaron daños significativos, sin embargo unas cuantas sí lo hicieron, incluido el terremoto del día de San Esteban de 2010 y el  terremoto del 22 de febrero de 2011. El terremoto de febrero fue el más destructivo de todos, causando 185 muertos y decenas de miles de millones de dólares en daños. En junio de 2011 se produjo otro terremoto que causó aún más daños.

## Terremotos
Los terremotos ocurrieron el 23 de diciembre, en alta mar, al este de Christchurch, en fallas bajo la bahía de Pegasus.
- Magnitud 5,8 a las 1:58 p. m., profundidad de 10 kilómetros (6,2 mi).[9]
- Magnitud 5.0 a las 2:00 p. m., profundidad de 8 kilómetros (5 mi).[10]
- Magnitud 5,4 a 2:06 p. m., profundidad de 7 kilómetros (4,3 mi).[11]
- Magnitud 5,9 a las 3:18 p. m., profundidad de 7 kilómetros (4,3 mi).[12]

## Daños y efectos
Los terremotos provocaron salidas de aguas residuales, incluso al río Avon / Ōtākaro, lo que llevó a alentar a los residentes a mantenerse alejados del estuario Avon Heathcote, las playas de la ciudad y los ríos. Los terremotos también provocaron licuefacción, siendo los suburbios orientales los más afectados. La licuefacción y las inundaciones fueron peores en Avondale, Bexley, Burwood, New Brighton y Parklands. Los parques también perdieron el alcantarillado y el suministro de agua. La licuefacción provocó el cierre de carreteras en los suburbios orientales y cercanos al centro de la ciudad.
El terremoto de 1:58 p. m. provocó que 26 000 propiedades se quedaran sin electricidad. Al día siguiente se restableció el suministro eléctrico en casi todos ellos. La red de telecomunicaciones se vio afectada y se alentó a los residentes a comunicarse mediante mensajes de texto en lugar de llamar.  Las personas que viajaban a sus hogares provocaron que las carreteras se congestionaran. Un terremoto de magnitud 4,3 al día siguiente a las 1,21 Se rompió una tubería de agua, la cual hubo que cerrar para poder repararla. Esto provocó que las viviendas de Redcliffs y Sumner se quedaran sin suministro de agua. Fue restaurado por la tarde. Como medida de precaución, el Hospital de Christchurch y el Hospital Princesa Margarita utilizaron agua hervida. El Hospital Burwood tuvo que funcionar con energía de reserva y trasladar temporalmente su unidad de partos.
Los acantilados cerca de Boulder Bay en la península de Banks se derrumbaron. Una familia ilesa fue rescatada del área por salvavidas de surf a través de una balsa inflable. El terremoto provocó la caída de rocas en Port Hills. Se produjeron desprendimientos de rocas en los suburbios de Sumner y Redcliffs, pero lo más grave afectó a los contenedores de transporte utilizados como protección contra la caída de rocas. La caída de rocas no fue grave y no pareció afectar de inmediato a ninguna propiedad que no hubiera sido abandonada. Debido a la caída de rocas, la policía pidió a los residentes que se mantuvieran alejados de los suburbios en las colinas.
Después del terremoto de las 1:58 p. m., el servicio de ambulancias de St John recibió aproximadamente 140 llamadas de emergencia y trató a unos 60 pacientes por problemas que incluían caídas, síntomas cardíacos y ataques de ansiedad. Una persona murió al tropezar en un terreno que se había vuelto irregular debido al terremoto.

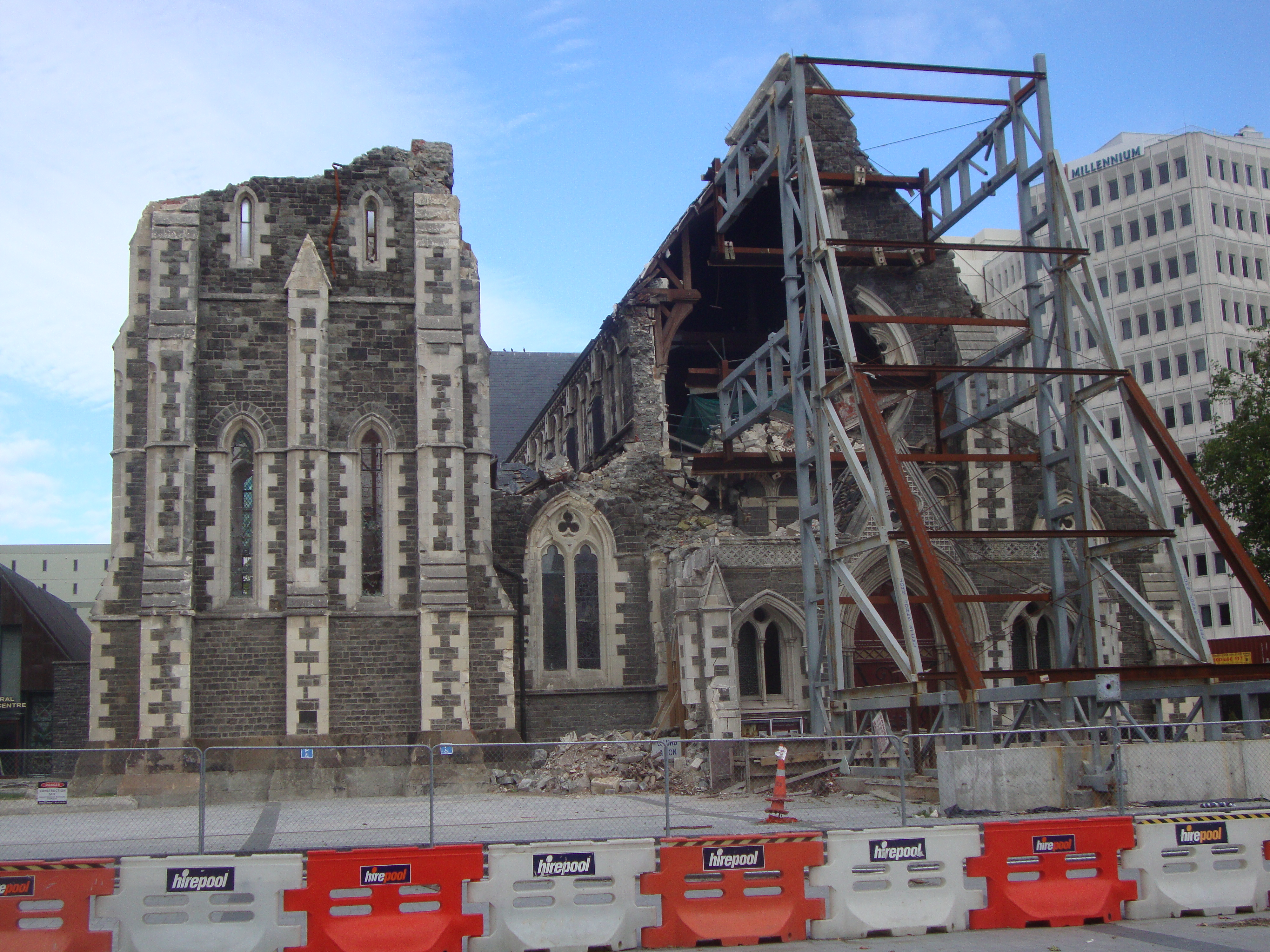
La Catedral de Christchurch cinco días antes del terremoto de diciembre de 2011.

Se derrumbó una casa desocupada y un edificio parcialmente demolido. Una escalera del Forsyth Barr Building se derrumbó; las escaleras de ese edificio ya se habían derrumbado y habían resultado dañadas en el terremoto de febrero. Se produjeron daños menores en el Centro de Artes de Christchurch. El rosetón de la Catedral de Christchurch, que ya había sido seriamente dañado por los terremotos anteriores, se derrumbó. El muro occidental de la catedral sufrió más daños. El edificio de la torre del reloj de Hornby resultó «gravemente dañado» y tuvo que ser demolido en 2014. Dos de los edificios de apartamentos Terrace on the Park sufrieron daños importantes, lo que obligó a demoler urgentemente el complejo en febrero de 2012. En marzo de 2012, los daños en la Universidad de Canterbury se estimaron en 1 millón de dólares. millones. En total, la Comisión de Terremotos recibió más de 48 000 reclamaciones por daños y pagó 15,4 millones de dólares hasta septiembre de 2012.

## Respuesta
Se declaró el estado de emergencia en Canterbury y se activó el Centro Nacional de Gestión de Crisis, pero pronto fue desmantelado. El Ayuntamiento creó un Centro de Operaciones de Emergencia en la ciudad. El consejo cerró temporalmente todas sus propiedades. Las oficinas del ayuntamiento en Hereford St. reabrieron el 10 de enero tras sufrir pequeñas reparaciones. El ministro de Recuperación de Terremotos de Canterbury, Gerry Brownlee, y el ejecutivo de CERA, Roger Sutton, alentaron a los propietarios a volver a revisar sus edificios para detectar daños. El Ejército de Estudiantes Voluntarios ayudó a limpiar la licuefacción.
El Aeropuerto Internacional de Christchurch fue evacuado el día de los terremotos y fue cerrado para inspecciones. No se encontraron daños en la pista, pero «los edificios de la terminal fueron limpiados de cualquier daño». Los vuelos continuaron a las 6 tarde. Todos los centros comerciales de la ciudad fueron cerrados temporalmente y evacuados como medida de precaución. Algunos minoristas experimentaron pérdidas de ingresos porque no pudieron abrir o tuvieron retrasos en la apertura en Nochebuena, uno de los días comerciales más activos del año. The Palms no volvió a abrir ese día.
El 26 de diciembre, el primer ministro John Key declaró: «Lo que podemos concluir es que el daño más significativo de los terremotos es realmente el daño psicológico y el impacto en la confianza de los habitantes de Christchurch».